# Cornelius van der Horst
Cornelius van der Horst (* 1. Mai 1906 in Duisburg; † 17. Februar 1975) war ein deutscher Schriftsteller.

## Leben
In der Zeit der ausgehenden Weimarer Republik war van der Horst Mitherausgeber der Zeitschrift Stand und Staat, dem Organ des Deutschen Handlungsgehilfenverbandes.
Zum 10. Juni 1940 trat van der Horst der Waffen-SS bei (SS-Nummer 458.085), für die er als „Kriegsberichter“ tätig war. Während dieser Zeit veröffentlichte er seine ersten beiden Romane. Insbesondere war er aber als Redakteur für die Zeitschrift Das Schwarze Korps, dem Kampf- und Werbeblatt der SS, tätig. Zum 9. November 1944 wurde er zum SS-Obersturmführer befördert.
Im Februar/März 1945 verfasste Herbert Reinecker auf Veranlassung von van der Horst den Leitartikel „Völker hört die Signale“ für das Schwarze Korps, in dem er implizit eingestand, dass der Krieg für die deutsche Seite verloren sei und feststellte, dass die Zukunft Europas vom Verhalten der Westmächte abhinge. Als dieser Artikel zur Kenntnis des NS-Propagandaministers Joseph Goebbels gelangte, verlangte dieser vom Chefredakteur des Schwarzen Korps Gunter d’Alquen den Namen des Verfassers, der diesen preisgeben musste. Reinecker und van der Horst entgingen einer Verhaftung wegen Wehrkraftzersetzung jedoch, da sie – von d’Alquen rechtzeitig gewarnt und einem Sonderzug nach Süden zugeteilt – im April aus Berlin fliehen und sich nach Österreich absetzen konnten. Angeblich wurden sie in Abwesenheit zum Tode verurteilt.
Nach dem Zweiten Weltkrieg war van der Horst unter dem Decknamen „Conny“ für die Organisation Gehlen tätig. In den 1950er und 1960er Jahren gab er von Elmshorn in Holstein aus zudem die vom Munin-Verlag in Osnabrück publizierte Zeitschrift Der Freiwillige, das Mitteilungsblatt der „Hilfsgemeinschaft auf Gegenseitigkeit ehemaliger Angehöriger der Waffen-SS“, heraus.

## Schriften
- Die bitteren Jahre, Küsten-Verlag, Hamburg 1941.
- Das Lachen des Sergeanten Wassenaar, Hanseatische Verlags Anstalt, Hamburg 1941.
- Die Bendlerstrasse. Entscheidungen und Kämpfe 1918-1933, Holsten-Verlag, Hamburg 1958.
- Benedicta Farnese oder die Versuchung des Paolo Cappa, Holsten Verlag, Hamburg 1959.

Als Herausgeber:
- Der gefesselte Hahn. Im Nahkampf mit der Resistance, Holsten-Verlag, Hamburg 1959.